# Hainardiopholis pauneroi
Hainardiopholis pauneroi är en gräsart som beskrevs av Santiago Castroviejo. Hainardiopholis pauneroi ingår i släktet Hainardiopholis och familjen gräs. Inga underarter finns listade i Catalogue of Life.